# Bad Schwartau
Bad Schwartau är en stad  i distriktet Ostholstein vid floden Schwartau i förbundslandet Schleswig-Holstein i norra Tyskland. Den är en förort till Lübeck och har cirka 20 000 invånare.

## Vänorter
Bad Schwartau har följande vänorter:
- Bad Doberan i Tyskland (sedan 1990)
- Czaplinek, i Polen (sedan 1993)
- Villemoisson-sur-Orge, i Frankrike (sedan 1999)